# Rohullah Nikpai
Rohullah Nikpai   (Kabul, 15 de juny de 1987) (en dari: روح‌الله نیکپا) és un practicant de taekwondo afganès, ja retirat, que va competir entre finals de la dècada del 2000 i començaments de la del 2010. En el seu palmarès destaca pel fet de ser l'únic esportista de l'Afganistan que ha aconseguit guanyar una medalla olímpica.

## Carrera
Nikpai va començar a practicar el taekwondo a Kabul, Afganistan, quan tan sols tenia 10 anys. Durant la guerra civil sobre la capital, la seva família va abandonar Kabul i es va instal·lar en un dels molts camps de refugiats afganesos de l'Iran. Aviat es va convertir en membre de l'equip de taekwondo de refugiats afganesos després de veure pel·lícules d'arts marcials. Va tornar a Kabul el 2004 i va continuar la seva formació a les instal·lacions d'entrenament olímpic proporcionades pel govern. Als Jocs Asiàtics de 2006 disputats a Doha, Qatar, Nikpai va competir a la categoria del pes mosca, on va ser derrotat pel futur medallista de plata Nattapong Tewawetchapong en els vuitens de final.
El 2008 va prendre part en els Jocs Olímpics d'Estiu de Pequín, on acabà guanyant la medalla de bronze en la categoria del pes mosca del programa de taekwondo. Per guanyar aquesta medalla hagué de superar al dues vegades campió del món de la categoria, l'espanyol Juan Antonio Ramos. Aquesta medalla fou la primera aconseguida per un esportista de l'Afganistan en qualsevol competició olímpica. Es va convertir en un heroi nacional i en tornar a l'Afganistan va ser rebut per una multitud de persones. El president de l'Afganistan, Hamid Karzai, el va trucar immediatament per felicitar-lo. Karzai també li va atorgar una casa, un cotxe i altres luxes a costa del govern. "Espero que això enviï un missatge de pau al meu país després de 30 anys de guerra", va dir Nikpai. Quatre anys més tard, als Jocs de Londres de 2012, va disputar la categoria del pes lleuger, on va ser derrotat per l'iranià Mohammad Bagheri Motamed, però finalment va revalidar la medalla de bronze. En ambdues participacions olímpiques va ser l'encarregat de dur la bandera nacional durant la cerimònia de clausura dels Jocs.
En el seu palmarès també destaca una medalla de bronze al Campionat del Món de 2011 i tres medalles als Campionats d'Àsia de taekwondo, una de plata i dues de bronze.